# Grönryggig honungsfågel
Grönryggig honungsfågel (Glycichaera fallax) är en fågel i familjen honungsfåglar inom ordningen tättingar.

## Utseende och läte
Grönryggig honungsfågel är en mycket liten medlem av familjen. Fjäderdräkten är mestadels olivgrön ovan, undertill gul. Adulta fåglar har ljust öga och ljus ögonring, medan ungfåglarnas ögon är mörka. Benen är ljusgrå. Blandlätena hörs upprepade "pee pee pee pee pee".

## Utbredning och systematik
Grönryggig honungsfågel placeras som enda art i släktet Glycichaera. Den delas upp i fyra underarter med följande utbredning:
- G. f. pallida – öarna Batanta och Waigeo utanför Nya Guinea
- G. f. fallax – Aruöarna, Misool och nordvästra Nya Guinea
- G. f. poliocephala – Nya Guinea västerut till Geelvink Bay och Oninhalvön samt ön Yapen
- G. f. occidentalis – nordöstra Queensland (bergskedjan McIlwraith)

Underarten poliocephala inkluderas ofta i nominatformen.

## Status
Arten har ett stort utbredningsområde och beståndet anses stabilt. Internationella naturvårdsunionen IUCN listar den därför som livskraftig (LC).